# ویکماپ (مینه‌سوتا)
ویکماپ (به انگلیسی: Wakemup) یک منطقهٔ مسکونی در ایالات متحده آمریکا است که در Beatty Township واقع شده‌است. ویکماپ ۱۳۰ نفر جمعیت دارد و ۴۱۷٫۸۹ متر بالاتر از سطح دریا واقع شده‌است.